# Dominique Wacalie
Dominique Wacalie (Lifou, 14 agosto 1982) è un allenatore di calcio ed ex calciatore neocaledoniano, di ruolo centrocampista.

## Carriera

### Club
Comincia a giocare al Wedrumel. Nel 2000 si trasferisce al Tamarii. Nel 2001 viene acquistato dal Vénus. Nel 2002, dopo una breve esperienza al Saint-Denis, passa al Saint-Christophe Châteauroux. Nel 2004 si trasferisce al Déols. Nel 2009 si accasa al Bourges 18. Nel 2011 passa all'Imphy-Decize. Nel 2012 viene acquistato dal Chassieu-Décines.

### Nazionale
Ha debuttato in Nazionale il 27 agosto 2011, in Nuova Caledonia-Vanuatu (5-0). Ha partecipato, con la Nazionale, alla Coppa delle nazioni oceaniane 2012. Ha collezionato in totale, con la maglia della Nazionale, 13 presenze.